# Onthophagus hemichlorus
Onthophagus hemichlorus là một loài bọ cánh cứng trong họ Bọ hung (Scarabaeidae).